# Polina Oszipenko-falu
Polina Oszipenko-falu (oroszul: Село имени Полины Осипенко) kistelepülés Oroszország távol-keleti részén, a Habarovszki határterületen, a Polina Oszipenko járás székhelye. 
Népessége: 2252 fő (a 2010. évi népszámláláskor). 2019 elején a járás állandó lakosságának 45 %-a a járási székhelyen élt.
A falu a Habarovszki határterület középső vidékén, Posztisevo vasútállomástól kb. 150 km-re északra, az Amguny partján helyezkedik el. Folyami kikötő.
1870-ben keletkezett, korábbi neve: Kerbi. 1939-ben nevezték el Polina Gyenyiszovna Oszipenko pilótanőről, aki a háromfős legénység tagjaként leszállás nélküli repülést hajtott végre Moszkva és a Távol-Kelet között. A gép a járás területén sikeres kényszerleszállást hajtott végre.
A járásban több ígéretes aranylelőhely található. A kanadai Kinross Gold cég 2019-ben vette meg a csulbatkani (Чульбаткан) lelőhely kitermelési jogát. A járás másik részén, Albazinóban aranykitermelést folytató Polimetall cég szerződést kötött a térség kistelepülései és a járási székhely szociális intézményeinek jelentős támogatására.